# Dismaland
Dismaland foi um parque temático inaugurado pelo artista urbano Banksy em 21 de agosto de 2015 em um terreno de 10.000 metros quadrados, aonde havia o parque temático "Tropicana", abandonado desde 2000, na cidade de Weston-super-Mare, do condado de Somerset, na Inglaterra, próximo à cidade de Bristol.

## Construção
A obra foi realizada sob sigilo e os residentes locais acreditavam que o projeto era parte do cenário de uma filme de Hollywood intitulado Grey Fox. As autoridades municipais estavam cientes do projeto, mas cooperaram na manutenção do sigilo, de forma que somente quatro pessoas na prefeitura local sabiam do projeto. A mídia britânica, contudo, acabou sendo informada que Banksy iria reabrir o parque Tropicana. A história acabou sendo divulgada, mesmo diante dos apelos para que os jornalistas se mantivessem em silêncio.
Banksy confeccionou dez obras especialmente para o parque e convidou 58 artistas para fazer parte do projeto. Alguns desses artistas afirmaram que não haviam sido avisados de que o parque era um projeto de Banksy. A seguir, a lista de artistas envolvidos no projeto:
- Andreas Hykade (Alemanha)
- Amir Schiby (Israel)
- Axel Void (EUA)
- Banksy (Reino Unido)
- Barry Reigate (Reino Unido)
- Ben Long (Reino Unido)
- Bill Barminski (EUA)
- Block9 (Reino Unido)
- Brock Davis (EUA)
- Caitlin Cherry (EUA)
- Caroline McCarthy (Irlanda)
- Damien Hirst (Reino Unido)
- Darren Cullen (Reino Unido)
- David Shrigley (Reino Unido)
- Dorcas Casey (Reino Unido)
- Dietrich Wegner (EUA)
- Ed Hall (Reino Unido)
- El Teneen (Egito)
- Escif (Espanha)
- Espo (EUA)
- Fares Cachoux (Síria)
- Greg Haberny (EUA)
- Huda Beydoun (Arábia Saudita)
- James Joyce (Reino Unido)
- Jani Leinonen (Finlândia)
- Jeff Gillette (EUA)
- Jenny Holzer (EUA)
- Jessica Harrison (Reino Unido)
- Jimmy Cauty (Reino Unido)
- Joanna Pollonais (Canadá)
- Josh Keyes (EUA)
- Julie Burchill (Reino Unido)
- Kate MacDowell (EUA)
- Laura Lancaster (Reino Unido)
- Lee Madgwick (Reino Unido)
- Leigh Mulley (Reino Unido)
- Lush (Austrália)
- Mana Neyestani (Irã)
- Maskull Lasserre (Canadá)
- Michael Beitz (EUA)
- Mike Ross (EUA)
- Neta Harari Navon (Israel)
- Nettie Wakefield (Reino Unido)
- Paco Pomet (Espanha)
- Paul Insect & BAST (Reino Unido/EUA)
- Peter Kennard & Cat Phillips (Reino Unido)
- Polly Morgan (Reino Unido)
- Pure Evil (Reino Unido)
- Ronit Baranga (Israel)
- Sami MEUA (Palestina)
- Scott Hove (EUA)
- Severija Inčirauskaitė-Kriaunevičienė (Lituânia)
- Shadi Alzaqzouq (Palestina)
- Suliman Mansour (Palestina)
- Tammam Azzam (Síria)
- The Astronauts’ Caravan (Reino Unido)
- Tinsel Edwards (Reino Unido)
- Wasted Rita (Portugal)
- Zaria Forman (EUA)

## Conceito
Banksy descreveu o local como sendo "uma exposição de arte e entretenimento para anarquistas principiantes" e "um parque temático familiar inadequado para crianças", sendo que o nome do parque faz um trocadilho com a palavra inglesa dismal (que quer dizer "sombrio", "lúgubre" ou "desanimador", em português) e o nome Disneyland. O nome já havia sido utilizado em uma grafite de Banksy, na qual figurava uma Mickey Mouse junto à frase: "Bienvenido a Dismaland. A vida não é sempre um conto de fadas". Banksy, porém, nega que o parque tenha sido uma sátira à Disneyland.
A decoração criava uma atmosfera entre melancólica e deprimida, similar a um cenário de futuro distópico, com estruturas grandes. No portão de entrada, havia um enorme letreiro com o nome do parque e um funcionário que, após fingir fazer o controle de segurança do parque, dizia aos visitantes "Prazer em conhecê-lo/ Bem, agora volto para a cama".

## Atrações e obras

### Atrações citadas no mapa do parque
Abaixo, a lista de atrações numeradas conforme o mapa do próprio parque.
| Nº | Título                           | Subtítulo | Descrição |
| -- | -------------------------------- | --- | --- |
| 1  | The Galleries                    | "Dismaland possui três grandes galerias que, em conjunto, compõem a melhor coleção de arte contemporânea já reunida em uma cidade costeira de North Somerset;"                                              | |
| 2  | Model Village                    | "O mundo em miniatura feito à mão por Jimmy Cauty irá deliciar e surpreender." | |
| 3  | Cinderella's Castle              | "Entre no conto de fadas e saiba como é ser uma princesa de verdade." | Um castelo decrépito similar ao Castelo da Cinderela, do parque temático Magic Kingdom, além de um tanque onde se encontra um barco cheio de refugiados e corpos boiando. |
| 4  | Guerrila Island                  | "Possui, montados em um ônibus, um museu, uma biblioteca, uma galeria de arte de guerrilha, um Centro de Aconselhamento de Camaradas e oficinas sobre como cortar outdoors."                                | |
| 5  | Ben Long                         | "construiu um garanhão inteiramente de andaimes usados." | |
| 6  | Water Cannon Creek               | "Um veículo blindado anti-motim para servir nas ruas da Irlanda do Norte. Equipado com postos de franco-atirador, lançadores de granadas e agora - um tobogã para crianças."                                | |
| 7  | Mini Gulf                        | "Um campo de golfe com tema de califado do petróleo feito a partir de um campo de hóquei na Cheltenham Ladies College.”                                                                                     | |
| 8  | Giant Pin Wheel                  | "Encomendado por Banksy para alimentar todo o local, vê-se que esta maravilha ecológica tem problemas para carregar mais de dois telefones celulares ao mesmo tempo."                                       | |
| 9  | Kids Enclousure                  | "Estritamente para os pequeninos - uma área que combina brinquedos espumados e instituição financeira." | |
| 10 | Punch and Julie                  | "A infame Julie Burchill deu a este centro comercial à beira mar um bom impulso. Agora com referências a Jimmy Saville e Fifty Shades of Grey."                                                             | |
| 11 | Puppets                          | "Um show de marionetes construído inteiramente de resíduos de lixo de Hackney – é o ‘Teatro do despejo ilegal’ por Paul Insect e Bast. Automatizado.”                                                       | |
| 12 | Jeffrey Archer Memorial Pit Fire | "Aqueça-se ao redor de uma autêntica fogueira a céu aberto, acesa cerimonialmente todo dia com a queima de um dos famosos romances do perjuro local."                                                       | |
| 13 | Portrait Artist                  | "Nettie Wakefield traduzirá sua aparência em um requintado desenho à lápis, mas apenas a parte de trás da sua cabeça. Surpreendentemente revelador."                                                        | |
| 14 | Picnic Area                      | "A humilde mesa de piquenique parece ser uma rica fonte de munição artística para o entortador de mobília Michael Beitz".                                                                                   | |
| 15 | Cinema                           | "Uma tela ao ar livre montada em um caminhão tocando uma programação de curta-metragens dia e noite. Almofadas não inclusas."                                                                               | |
| 16 | Circus Tent                      | "Um parque de esculturas gótico em uma pequena e alta barraca." | |
| 17 | Amusements                       | "Ganhe grandes prêmios no pesque-o-pato e na galeria de tiro. Golpeie uma bigorna no jogo de habilidade e astúcia de David Shrigley. Navegue no alto mar com o passeio de barco no Mediterrâneo de Banksy." | |
| 18 | Big Rig Jig                      | "Uma obra-prima da assemblagem pós-industrial - duas jamantas dançando balé, por Mike Ross." | |

### Shows
Além destas atrações, havia também pequenos shows todas as sextas, com DJs aos sábados. A seguir a lista dos shows ocorridos no parque:
- 28/08/2015 - DJ Yoda, Peanut Butter Wolf, Breakbeat Lou
- 04/09/2015 - Run the Jewels com DJ Fatboy Slim (substituindo DJ Dapper Dan[11])
- 11/09/2015 - Noite da Comédia com Roger Monkhouse, Simon Munnery, Adam Bloom, Mick Ferry, Michael Fabbri e Katherine Ryan
- 18/09/2015 - Sleaford Mods, The Savages e banda local
- 25/09/2015 - Kate Tempest, Pussy Riot e Massive Attack

## Funcionamento
Durante a inauguração apenas moradores de Weston-super-Mare eram autorizados a entrar no parque, por meio da apresentação de comprovantes de residência. A partir de 22 de agosto de 2015, porém, o parque foi aberto ao público em geral.
As entradas para o parque custavam 3 libras esterlinas, mas havia a opção de pedir um crédito, sob o qual seria aplicada uma taxa de juros de 5.000% (cinco mil porcento). O primeiro lote de ingressos se esgotou em 45 minutos. O parque atraiu mais de 150 mil pagantes nas cinco semanas em que funcionou e provocou a movimentação de 20 milhões de libras esterlinas na economia de Weston-super-Mare até o encerramento de suas atividades em 27 de setembro de 2015, três vezes mais do que era previsto inicialmente pela agência local de eventos.

Depois que o parque foi desativado, as madeiras e instalações de sua estrutura foram enviadas à cidade de Calais, no norte da França, para a construção de abrigos em um campo informal de refugiados que ali surgiu em 2015.